# Atlantis (Południowa Afryka)
Atlantis – miasto w południowo-zachodniej Republice Południowej Afryce, w północnej części zespołu miejskiego Kapsztadu. Około 67,5 tys. mieszkańców.